# Minol-Pirol

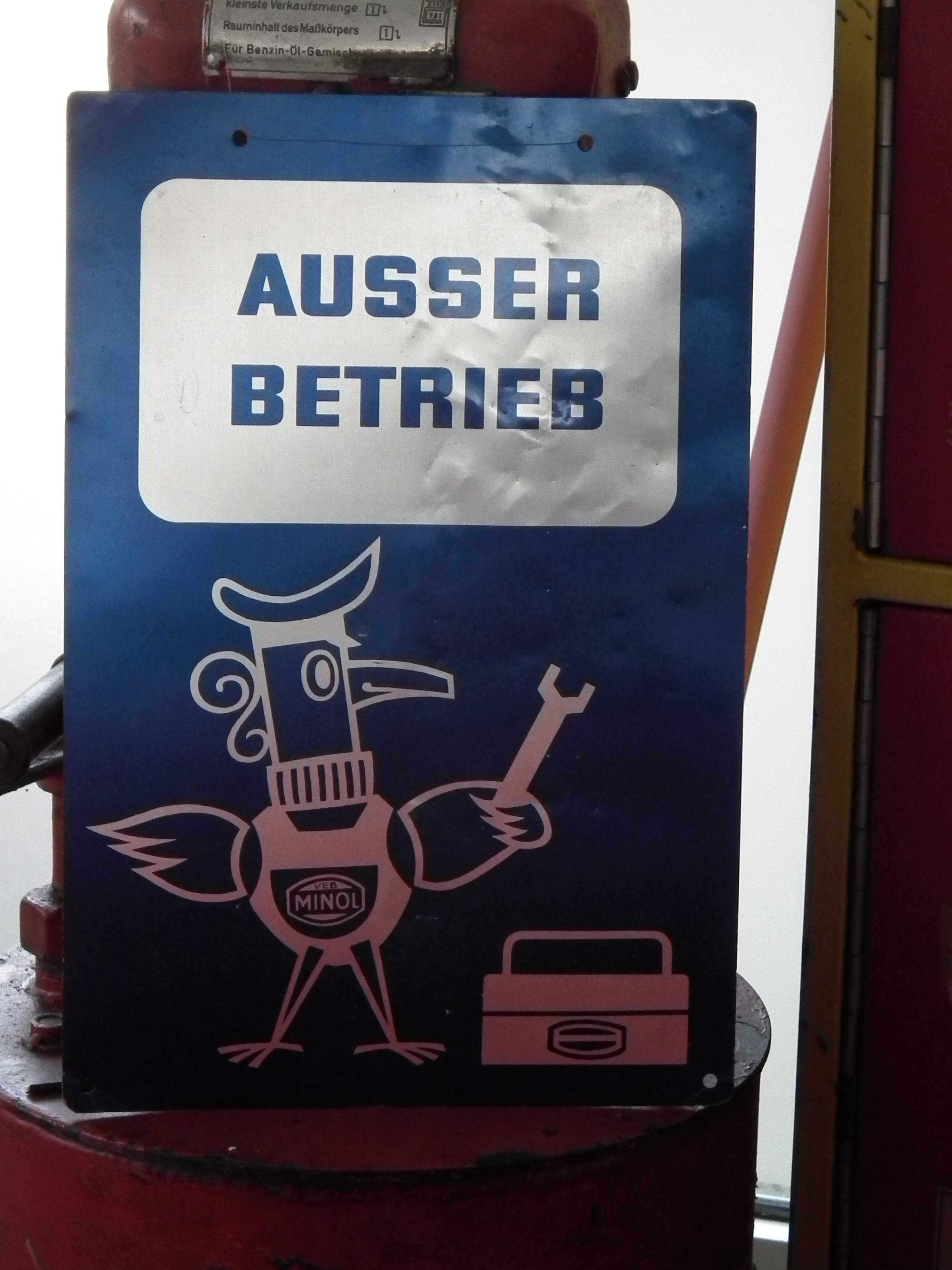
Der Minol-Pirol auf einem „Außer Betrieb“-Schild

Der Minol-Pirol war das Maskottchen des VEB Kombinats Minol in der Deutschen Demokratischen Republik und zählte zu den beliebtesten Werbefiguren des DDR-Fernsehens. Der Puppengestalter Heiner Knappe entwickelte die Figur Anfang der 1960er Jahre im Puppenstudio des DFF für das Werbefernsehen der DDR. In seiner ursprünglichen Gestalt war der Minol-Pirol eine Mischung aus Ölkanne und Vogelfigur. Der Minol-Pirol entstand wegen der optischen Ähnlichkeit von Schnabel und Ausgießer und des Gleichklanges des Vogelnamens mit dem Markennamen der Firma MINOL.

## Minol-Pirol als Filmfigur
Der Trickfilmregisseur Peter Blümel erschuf eine animierte Version der Werbefigur. In 30 Episoden à 45 Sekunden ließ Blümel den Minol-Pirol als Ratgeber auftreten, der den Autofahrern der DDR Hinweise zum Benzinsparen und zur Werterhaltung ihrer Fahrzeuge gab. Diese Minol-Werbespots liefen in der Sendung Tausend Tele-Tips. Zu den bekanntesten Werbesprüchen, die der Minol-Pirol aufsagte, gehörten „Den Tele-Tip, der helfen soll, gab Ihnen der Minol-Pirol“ und „Stets dienstbereit zu Ihrem Wohl, ist immer der Minol-Pirol.“